# انریکه مارین
انریکه مارین (انگلیسی: Enrique Marín؛ زادهٔ ۲ سپتامبر ۱۹۸۶) ورزشکار هنرهای رزمی ترکیبی اهل اسپانیا است. وی از سال ۲۰۰۷ میلادی تاکنون مشغول فعالیت بوده‌است.